# Sequoioideae
Sequoioideae je potporodica porodice Cupressaceae kojoj pripada tri vrste drveća unutar tri roda.
Popularni naziv za nju je sekvoje.

## Rodovi
1. Metasequoia Miki (1 vrsta)
2. Sequoia Endl. (1 vrsta)
3. Sequoiadendron J. T. Buchholz (1 vrsta)